# Poireau de Créances
Le poireau de Créances est une appellation de poireau français. Il bénéficie d'une appellation protégée par indication géographique protégée (IGP).

## Histoire

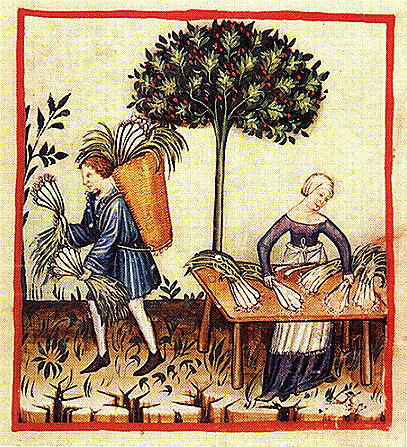
Culture de poireaux au Moyen-Âge

Le maraîchage est une activité ancienne de ce territoire. En effet, cette activité était déjà présente au XIIe siècle. Les productions principales étaient alors la carotte, l'ail, l'oignon, le navet et le poireau. 
C'est dans les années 50 que la production va se développer, notamment sous l'impulsion de la coopérative de Créances. Ainsi, la production de poireau est devenue la plus importante du territoire.

## Situation géographique

### Aire de l'IGP
19 communes sont concernées dans la Manche : Agon-Coutainville, Anneville-sur-Mer, Barneville-Carteret, Blainville-sur-Mer, Bretteville-sur-Ay, Créances, Denneville, Geffosses, Glatigny, Gouville-sur-Mer, Lessay, Pirou, Portbail, Saint-Georges-de-la-Rivière, Saint-Germain-sur-Ay, Saint-Jean-de-la-Rivière, Saint-Lô-d'Ourville, Saint-Rémy-des-Landes et Surville.

### Climatologie
Selon la Classification de Köppen, le climat de la zone est de type cfb. C'est-à-dire un climat de type tempéré chaud. Les précipitations dans la zone sont importantes même durant les mois d'été. La moyenne annuelle des pluies est de l'ordre de 800 mm. Quant aux températures, la moyenne annuelle est 11,6 °C.

### Géologie
Le territoire possède des sols de type sablo-limoneux. Il est possible d'en distinguer trois :
- Le long de la côte, des sols composés de sable que l'on nomme dans la région mielle,
- Un autre est composé de terre noire très fertile nommé terrain,
- Enfin, des sols sableux et acides. Il s'agit de landes.